# 1957 na ciência

## Eventos
Ano Internacional da Geofisica, pela ONU.
- 26 de janeiro - Planetário do Parque do Ibirapuera é inaugurado na cidade de São Paulo, Brasil.
- 4 de outubro – Lançamento do Sputnik 1, o primeiro satélite artificial a orbitar a Terra.[1]

- 3 de novembro - Laika se torna o primeiro ser vivo a entrar em orbita espacial a bordo do Sputnik 2.[1]

## Nascimentos
| Data           | Nome                  | Profissão                          | Nacionalidade                | Observações | Ref |
| -------------- | --------------------- | ---------------------------------- | ---------------------------- | --- | --- |
| 6 de janeiro   | Michael Foale         | astronauta                         | Reino Unido / Estados Unidos | | |
| 4 de fevereiro | Oded Goldreich        | professor de Ciência da Computação | Israel                       | | |
| 10 de março    | Franz-Ulrich Hartl    | biologista celular                 | Alemanha                     | Prémio Wilhelm-Vaillant 2000 Prémio Gottfried Wilhelm Leibniz 2002 Prémio Internacional da Fundação Gairdner 2004 Prémio Ernst Jung 2005 Prémio Körber de Ciência Europeia 2006 Prémio Wiley de Ciências Biomédicas 2007 Prémio Rosenstiel 2008 Prémio Louisa Gross Horwitz 2008 Prémio Van Gysel 2009 Medalha Otto Warburg 2009 Prémio de Bioquímica e Biofísica A.H. Heineken 2010 Prémio Albert Lasker de Pesquisa Médica Básica 2011 Prémio Massry 2011 Prémio Heinrich Wieland 2011 Prémio Shaw de Biologia e Medicina 2012 Prémio Centro Médico Albany 2016 Prémio Ernst Schering 2016 | [ 2 ] [ 3 ] [ 4 ] [ 5 ] [ 6 ] [ 7 ] [ 8 ] [ 9 ] [ 10 ] [ 11 ] [ 12 ] [ 13 ] [ 14 ] [ 15 ] [ 16 ] [ 17 ] [ 18 ] |
| 24 de abril    | Roger Kornberg        | bioquímico                         | Estados Unidos               | Nobel da Química 2006 | [ 19 ] |
| 21 de outubro  | Wolfgang Ketterle     | físico                             | Alemanha                     | Nobel da Física 2001 | [ 20 ] |
| ??             | Peter Vincent Bruyns  | matemático e botânico              | África do Sul                | | |
| ??             | Sidney Chalhoub       | historiador                        | Brasil                       | | |
| ??             | Lilia Moritz Schwarcz | antropóloga                        | Brasil                       | | |

## Mortes
| Data           | Nome                   | Profissão                                                | Nacionalidade                                          | Observações | Ref                                |
| -------------- | ---------------------- | -------------------------------------------------------- | ------------------------------------------------------ | --- | ---------------------------------- |
| 8 de fevereiro | John von Neumann       | matemático                                               | Áustria-Hungria / Estados Unidos                       | n. 1903 Prêmio Memorial Bôcher 1938 Prémio Enrico Fermi 1956                                                              | [ 21 ] [ 22 ]                      |
| 8 de fevereiro | Walther Bothe          | físico                                                   | Império Alemão                                         | n. 1891 Nobel da Física 1954 Medalha Max Planck 1953                                                                      | [ 20 ] [ 23 ]                      |
| 29 de abril    | Heinrich von Ficker    | meteorologista e geofísico                               | Império Alemão                                         | n. 1881 |                                    |
| 7 de maio      | Arnold Van Gennep      | antropólogo                                              | França                                                 | n. 1873 |                                    |
| 16 de maio     | Walter Oliver          | naturalista, ornitólogo, e curador de museu              | Império Britânico · ( Nova Zelândia)                   | n. 1883 |                                    |
| 21 de junho    | Johannes Stark         | físico                                                   | Império Alemão                                         | n. 1874 Nobel da Física 1919                                                                                              | [ 20 ]                             |
| 3 de julho     | Frederick Lindemann    | físico                                                   | Império Alemão / Reino Unido da Grã-Bretanha e Irlanda | n. 1886 |                                    |
| 5 de agosto    | Heinrich Otto Wieland  | químico                                                  | Império Alemão                                         | n. 1877 Nobel da Química 1927                                                                                             | [ 19 ]                             |
| 11 de agosto   | Rudolf Weigl           | biólogo                                                  | Império Austro-Húngaro · ( Polónia)                    | n. 1883 |                                    |
| 13 de agosto   | Carl Størmer           | físico                                                   | Noruega União Pessoal (Noruega / Suécia)               | n. 1874 |                                    |
| 16 de agosto   | Irving Langmuir        | físico-químico                                           | Estados Unidos                                         | n. 1881 Nobel da Química 1932 Medalha Hughes 1918                                                                         | [ 19 ] [ 24 ]                      |
| 26 de agosto   | Joseph Burr Tyrrell    | geólogo, cartógrafo, explorador, historiador e consultor | Reino Unido da Grã-Bretanha e Irlanda (Canadá)         | n. 1858 Prémio Back 1896 Medalha Murchison 1918 Medalha Flavelle 1933 Medalha Wollaston 1947 Medalha Charles P. Daly 1930 | [ 25 ] [ 26 ] [ 27 ] [ 28 ] [ 29 ] |
| 1 de setembro  | Wilhelm Nusselt        | físico                                                   | Império Alemão                                         | n. 1882 |                                    |
| 19 de setembro | Reginald Aldworth Daly | geólogo                                                  | Canadá                                                 | n. 1871 Medalha Penrose 1935 Medalha Wollaston 1942 Medalha William Bowie 1946                                            | [ 30 ] [ 28 ] [ 31 ]               |
| 19 de outubro  | Gordon Childe          | arqueólogo                                               | Império Britânico · ( Austrália)                       | n. 1892 | [ 32 ]                             |
| 26 de outubro  | Gerty Theresa Cori     | bioquímica                                               | Estados Unidos                                         | n. 1896 Nobel de Fisiologia ou Medicina 1947                                                                              | [ 33 ]                             |
| 28 de outubro  | Ernst Gräfenberg       | médico e fisiologista                                    | Império Alemão                                         | n. 1881 |                                    |
| 11 de novembro | Ugo Amaldi             | matemático                                               | Reino de Itália                                        | n. 1875 |                                    |
| ??             | Théophile de Donder    | matemático e físico                                      | Bélgica                                                | n. 1872 |                                    |

## Prémios

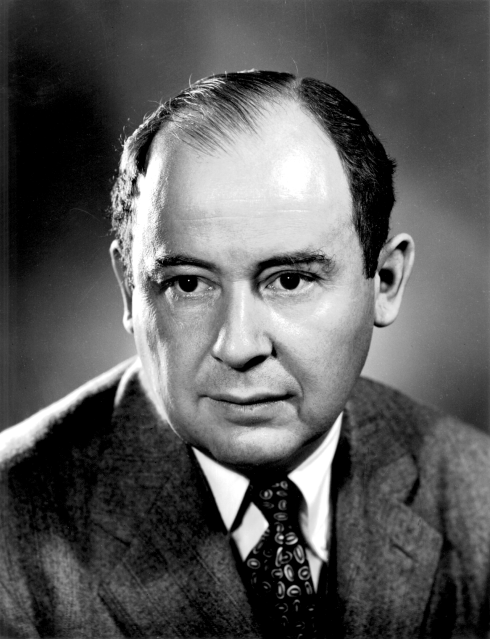
John von Neumannn
(1903 - 1957)

Medalha Arthur L. Day
- Hugo Benioff[34]

Medalha Bigsby
- Harry Blackmore Whittington[35]

Medalha Bruce
- Ira S. Bowen[36]

Medalha Copley
- Howard Florey[37]

Medalha Davy
- Kathleen Lonsdale[38]

Medalha Guy de prata
- H.E. Daniels[39]

Medalha Hughes
- Joseph Proudman[24]

Medalha Max Planck
- Carl Friedrich von Weizsäcker[23]

Medalha de Ouro da Royal Astronomical Society
- Albrecht Unsöld[40]

Medalha Penrose
- Bruno Sander[30]

Medalha Real
- Botânica - Frederick Gugenheim Gregory
- Matemática - William Vallance Douglas Hodge

Prémio Nobel
- Física[20] - Chen Ning Yang e Tsung-Dao Lee
- Química - Alexander R. Todd[19]
- Fisiologia ou Medicina - Daniel Bovet[33]